# Pingu
Pingu é uma série de televisão de animação voltada para o público infantil suíça, feita utilizando uma técnica de animação chamada claymation, criada por Otmar Gutmann e Erika Brueggemann, e produzida de 1990 a 2006 para a televisão britânica pelo The Pygos Group (anteriormente Tricksfilm Studios e Pingu Filmstudio). Centra-se numa família de pinguins antropomórficos que vivem no Polo Sul; o personagem principal é o filho da família e o personagem-título, Pingu.
A série original teve 104 episódios e foi exibida de 7 de Março de 1990 a 9 de Abril de 2000, a série foi revivida de 2003 a 2006 por mais 52 episódios na BBC Two. Ela foi indicada a um prêmio BAFTA em 2005.
Pingu é um sucesso mundial. Quase todos os diálogos estão em uma "linguagem dos pinguins" chamada "Pinguinês", consistindo em balbuciar, resmungar, e o característico som de buzina emitido eventualmente pelo personagem principal, que pode ser popularmente reconhecido como "Noot noot!" acompanhado do transformar seu bico em uma forma semelhante a um megafone. Dentro das primeiras 4 temporadas, todos os personagens foram interpretados pelo dublador italiano Carlo Bonomi, usando uma linguagem de ruídos que ele já havia desenvolvido e usado para o La Linea de Osvaldo Cavandoli. Nas temporadas 5 e 6, feitas pela empresa britânica Hit Entertainment, o elenco de Pingu foi interpretado em conjunto por David Sant e Marcello Magni.
Um reboot japonês da série, intitulado Pingu in the City, começou a ser exibido no NHK-E em 7 de outubro de 2017.
No Brasil foi exibido pelos canais TVE Brasil (e posteriormente na TV Brasil) e TV Cultura.
Em Portugal, é exibido pelo canal SIC, RTP, JimJam e no Canal Panda. Atualmente é exibido no SIC Kids e no espaço Zig Zag, da RTP2.

## Enredo
Exibido em curtas de 5 minutos, a animação conta a história de um pinguim que vive no Polo Sul com seu pai, que trabalha como carteiro, sua mãe e sua pequena irmã, Pinga.
Na vila onde Pingu vive, há muitas coisas que existem em cidades comuns: parque de diversão, escolas, comércio e muitos outros lugares que são afastados da casa de Pingu.
O melhor amigo de Pingu é um outro pinguim chamado Pingo. Além disso, ambos são amigos de uma foca chamada Robby.

## Idioma
O responsável pelas vozes da série, o italiano Carlo Bonomi, criou uma língua abstrata para a fala dos personagens, a qual ele chamou de "Penguinese" ("Pinguinês").